# Blasius Lupus
Blasius Lupus (tschechisch Blažej Vlk, auch Blažej Vlk ze Strážné) (* um 1350; † 1410), war ein katholischer Geistlicher, Propst am Collegium Carolinum und am Allerheiligenkolleg sowie  Rektor der Karlsuniversität.

## Leben
Geburtsort und Lebensdaten von Blasius Lupus sind nicht bekannt. 1369 erwarb er an der Karlsuniversität, wo er der böhmischen Universitätsnation zugerechnet wurde, das Baccalaureat. Nach dem Magisterabschluss 1372 studierte er Theologie. Von 1376 bis 1380 gehörte er dem Collegium Carolinum an, dessen Propst er 1376 war. 1380 wurde er zum Priester geweiht. 1383 verfügte er über ein Kanonikat am Prager Allerheiligenkolleg, im selben Jahr war er Rektor der Karlsuniversität. Von 1389 bis 1396 hatte er ein Kanonikat bei St. Veit inne und für das Jahr 1392 ist er als Pfarrer von Wolin sowie als Dekan der Artistenfakultät belegt. Von 1392 bis 1407/1410 war er Dekan am Allerheiligenkolleg.

## Schriften (Auswahl)
- Argumenta contra questionem Hieronymi de Praga[1]
- Tractatus de probacione proposicionum
- Agravacio ob non solucionem pecunie
- Lupi Tractatulus de probatione propositionum